# 定妃萬琉哈氏
定妃（1661年—1757年5月24日），萬琉哈氏，亦稱瓦劉哈氏（漢姓疑為謝氏），名妞妞。原為正黃旗包衣第一參領第一管領下人，後為正黄旗滿洲第五參領第十七佐領下人。原任郎中、參領兼佐領拖爾弼之女，清朝康熙帝之妃。

## 前期生平
順治十八年（1661年）正月初三日出生，取名妞妞，滿文寫作「nionio」，意為眼珠。在秀女檔案中，萬琉哈氏被記為「大者已熟，小者未熟」，當代研究者王冕森推測「大者」與「小者」為兩種烈性傳染病，因為在清代檔案中，經常將已出痘者稱為「熟」，並將未出痘者稱為「生」。因此，萬琉哈氏參選前應已患上過某種烈性傳染病。
康熙十四年（1675年）十二月，康熙帝挑選了一批內務府秀女，其中即有萬琉哈氏，其秀女檔案稱「內管領拖爾弼之女妞妞，丑年，十五歲。大者已熟，小者未熟，無瘡、氣味。滿洲」。十二月初五日，將佐領、管領下十四至十五歲女子之名繕寫於綠頭牌，交與乳母及顧太監奏入之後，康熙帝下旨稱：「將管領拖爾弼之女妞妞、祿庫管領愛星阿之女塞克圖、碩禮管領飯上人阿林之妹雙姐、劉銘璋佐領商人胡三喜之女大姐選取，於本月十三日進內。再，其各自丹闡若有情願隨入之女子，令各帶一人，毋帶無用之人」。由此可知，萬琉哈氏與良妃覺禪氏在同一日中選，並被容許帶一位娘家侍女入宮。十二月初六日，康熙帝又選中孝恭仁皇后烏雅氏與另外三位秀女，同樣命令她們於十二月十三日入宮。
目前並不清楚萬琉哈氏入宮之後，是否充任過官女子，以及是在何時、以何情況被康熙帝收為後宮主位。康熙二十四年十二月二十四日寅時，生皇十二子履懿亲王允祹，允祹幼年時曾被蘇麻喇姑照看。
康熙四十六年，位分等級在嬪位以下且不明身份的後宮主位有蘇貴人、仙貴人、牛常在、查常在、堯常在及大答應十人，萬琉哈氏或在其中。
康熙五十七年四月十九日，康熙帝諭禮部，稱「王、阿哥等之母，備位宮闈，俱年及六十、五十、四十有餘，宮中雖稱妃嬪，尚未受封」，故冊封博爾濟錦氏、和嬪瓜爾嘉氏、淳郡王允祐之母達甲氏為妃，而貝子允祹之母瓦劉哈氏、十五阿哥允禑及十六阿哥允祿之母王氏、十七阿哥允禮之母陳氏則被冊封為嬪。根據《口奏綠頭牌白本檔案》的記載，內務府奏稱定嬪及勤嬪陳氏尚未領有專屬內管領，可知她們並非雖稱妃嬪但尚未受封的嬪御，在詔封之前沒有妃級或嬪級的待遇。同年十二月二十八日，瓦劉哈氏被正式冊封為定嬪 。同年，廢太子妃、二阿哥福晉瓜爾佳氏病危時，康熙帝著留守京城的定嬪，以及
惠妃、成妃、寧壽宮媽媽年紀大些的五人去看視二阿哥福晉。

## 後期生平
雍正元年正月初二日，雍正帝奉皇太后懿旨：「爾兄弟之母當加意相待」，雍正帝想起定嬪與皇太后同日進宮，甚為謹慎，侍奉康熙帝多年仍為嬪位，同時又想起康熙帝患病時，自己曾與允祹和允祿一同向康熙帝請安，康熙帝叫允祹和允祿至御榻前，對他們說：「朕此番抱病，爾二人之母晝夜侍奉，衣不解帶，為日甚多，殊屬勞苦。爾等日後須盡孝道」，故而雍正帝將定嬪晉封為定妃。雍正二年（1724年）六月初十日，與諸位先朝妃嬪同行晉尊禮。
康熙帝生前有諭旨，在他駕崩後，皇子們可將年長的母妃迎回家中居住，惟她們每月仍要進宮親自向雍正帝問安和面見皇后。因此，定太妃在雍正元年六月起奉養於其子允祹的王府內。怎料，五位太妃出宫三年以来，未曾向雍正帝请安过，引起了他的不满，責怪允禩阻挠母妃們向他請安。雍正帝送予諸位太妃生日礼物時，她们都要在佛前焚香接受并称谢，世宗下旨太妃們只需起立手扶接受就可以。
乾隆九年十二月二十三日，即履親王六旬壽日，乾隆帝著總管周世輔前往頒賞他，又著周世輔將如意一柄帶去給予定太妃，並向定太妃致賀。乾隆十五年三月二十日，和碩履親王的十二歲獨子病死。由於他向來都受到定太妃的鍾愛，乾隆帝便下旨稱一切的喪葬禮儀都依照世子之例辦理，並且親臨履親王邸第安慰定太妃，以禮節哀。
乾隆二十二年四月初七日，萬琉哈氏在履親王府逝世，享年九十六岁。清朝後宮中最長壽者，堪稱有清一代后妃之冠。内务府奏请于四月十三日将定妃金棺奉移曹八里屯暂安。乾隆帝认为定妃在皇宮之外逝世，遺體可以在履親王府多停放些时日。乾隆帝接到定妃薨逝的消息时，正在进行第二次南巡，四月二十六日才回到京师；四月二十九日，乾隆帝亲自到定妃金棺前奠酒。乾隆二十二年十月十七日，定妃金棺奉移园寝；十月二十五日巳時，定妃與勒貴人奉安于景陵妃园寝。

## 家族
定妃家族世居清河地方，國初來歸，原隸包衣，雍正元年因其為定妃的外家而特旨抬出包衣，編半個佐領，由定妃族人謝尼管理，旗籍為滿洲正黃旗第五參領第十七佐領。同年又將正紅旗郎中商吉圖之族人，歸併於謝尼所管的佐領內，為一整佐領，並成為公中佐領。
定妃家族譜系如下：
- 曾祖父：尼喀達，其孫托賴、滿丕均為原任內管領，桑格為原任頭等侍衛兼太常寺卿銜，瑚什屯為原任膳房總領[16]。

- 祖父：托和齊，原任司庫。

- 父：拖爾弼（亦作陶爾弼、托爾壁、托爾必），原任郎中、參領兼佐領[16][17]。

## 備註
1. ↑  「Nionio」作為女性名字，亦可譯作牛鈕、鈕鈕、紐紐等[2]。